# 紋繡戲水場
紋繡戲水場（：／）是一座位於位於朝鮮民主主義人民共和國首都平壤市大同江區域的水上樂園。水上樂園全年開放，佔地面積10.9萬平方米，有6個戶外游泳池和兩個室內游泳池，另設排球場、攀石場、咖啡館、髮型屋和自助餐廳。
紋繡戲水場是朝鮮最高領導人金正恩其中一項提倡的建設，於2013年10月15日完工。據金正恩表示，興建紋繡戲水場其實是其父金正日的遺願。故此，平壤當局非常重視該戲水池。在完工儀式中，朝鮮勞動黨動用朴奉珠和盧斗哲、金己男和張正男等高級幹部主持儀式。隨後又向參與建設的多人頒發勞動英雄和國旗勳章等稱號。

## 接待人次
朝鮮中央通訊社指紋繡戲水場在開館一年內共吸引88萬人到訪。根據朝鮮中央通訊社的報導，在紋繡戲水場開館十年期間，總共接待450萬人次，自2024年開年至2024年10月共計接待70萬人次。

## 資料來源
1. ↑  . Uri Tours. 2013-12-12  [2014-06-15]. （原始内容存档于2015-04-23）.
2. ↑  "金正恩视察完工的纹绣戏水场" 《朝鮮中央通訊社》 2013-10-14
3. ↑  "纹绣戏水场正式竣工" 《朝鮮中央通訊社》 2013-10-15
4. ↑  "朝鲜表彰建设纹绣戏水场有功的军人和群众" 《朝鮮中央通訊社》 2013-12-04
5. ↑  "人民的欢笑声洋溢纹绣戏水场" 《朝鮮中央通訊社》 2014-10-15
6. ↑  . 朝鮮中央通訊社. 2024-10-13  [2024-10-13].